# 歌志内市
歌志内市（うたしないし）は、北海道中部（道央地方）に位置し、空知総合振興局に属する市。全国最少の人口を有する市である。

## 概要
2024年（令和6年）8月現在、全国47都道府県792市の中で最も人口の少ない市である。
かつては年間生産量約70万トンの石炭産業で栄え、ピーク時の1948年（昭和23年）には約46,000人の人口を記録。その後、石炭産業の衰退により減少した。
1970年の国勢調査では人口19334人と、福岡県山田市の15334人、沖縄県石川市(返還前)の15761人に次いで、全国で3番目に人口の少ない市となっていたが、1975年の国勢調査で両市の人口を下回り、最も人口の少ない市となった。
1981年（昭和56年）から2012年（平成24年）9月まで、長らく人口が1万人に満たない全国唯一の市だった。2007年（平成19年）11月以降は北海道の町制施行基準である人口5千人をも下回り、2024年（令和6年）現在も人口5千人に満たない日本で唯一の市となっている。道内の中札内村、更別村、新篠津村、猿払村の人口をも下回り、また65歳以上が人口比の50%以上を占める限界自治体の一つである。
近年はかもい岳国際スキー場・市営かもい岳温泉など、観光開発に力を入れている。しかし、2009年度には財政健全化団体に指定されるなど、厳しい財政状況に立たされているが、財政再建団体への指定は免れている。

### 市名の由来
当地への鉄道開通に際し、当地を流れる河川名「オタシナイ」の音を採って命名された歌志内駅が開業し、のちの分村時に駅名がそのまま村名となった。なお、下流の「砂川」はこの「オタシナイ」を意訳して命名された地名とされる。

## 地理

歌志内市中心部周辺の空中写真。2015年6月21日撮影の36枚を合成作成。
。

北海道空知総合振興局管内のほぼ中央に位置する。市のシンボル的存在である神威岳をはじめ、夕張山地の山々が連なる。西流して石狩川にそそぐペンケウタシュナイ川が市街地を貫流して大きな沢をつくっている。市域は主に山岳・森林地帯である。東は芦別市、西は砂川市、南は空知郡上砂川町、北は赤平市に接している。

### 地形

#### 山地
主な山
- 神威岳
- 西山

#### 河川
主な川
- ペンケウタシュナイ川
- 歌志内中の沢川
- 上歌川

### 隣接する自治体
空知総合振興局
- 芦別市
- 赤平市
- 砂川市
- 空知郡上砂川町

## 歴史
歌志内の市域はかつてアイヌの居住および狩猟の地だったと考えられており、神威岳もアイヌ語のカムイヌプリ（熊や狼など野獣の多い山の意）から命名されている。19世紀初頭には西蝦夷地の上カバタ場所に属し、1831年（天保2年）以降はイシカリ場所に属した。市域は松前藩領から天領、松前藩復領、再び天領を経て、1859年（安政6年）以降は庄内藩の警護地となって明治維新を迎えた。

### 沿革
- 1831年（天保2年）：松前藩イシカリ場所となる。
- 1869年（明治2年）：石狩国空知郡に属す。
- 1890年（明治23年）：滝川村から当市域を含めた奈江村（現砂川市）が分離新設される（歌志内開基）。北海道炭礦鉄道空知採炭所（空知炭鉱）開坑。
- 1891年（明治24年）7月5日：北海道炭礦鉄道により鉄道（後の歌志内線）が開通、歌志内駅開業。北海道炭礦鉄道神威炭鉱開坑。
- 1896年（明治29年）10月21日：神威駅開業。
- 1897年（明治30年）7月1日：歌志内村（現歌志内市・赤平市・芦別市）、奈江村（現砂川市）より分立。空知炭鉱倶楽部の開館。
- 1900年（明治33年）6月1日：芦別村（現芦別市）分立。歌志内神社の創建。
- 1906年（明治39年）4月1日：二級町村制施行「歌志内村」。
- 1911年（明治44年）：住友石炭鉱業奔別炭鉱（後の新歌志内炭鉱）開坑。
- 1919年（大正8年）4月1日：一級町村制施行「歌志内村」。
- 1922年（大正11年）4月1日：二級町村赤平村（現赤平市）分立。
- 1924年（大正13年）1月5日：上歌志内炭鉱でガス爆発事故。76人死亡、9人負傷[5]。
- 1929年（昭和4年）8月5日：住友坂炭鉱でガス爆発事故。70人死亡[6]。
- 1940年（昭和15年）2月14日：歌志内炭鉱でガス爆発事故。24人が死亡。救出活動中にも爆発が発生、二次災害により6人が重傷を負う[7]。
- 1940年（昭和15年）4月1日：町制施行「歌志内町」。
- 1941年（昭和16年）：町内に9字成立（本町、東光、上歌、歌神、神威、中村、文珠、新歌、西山）。
- 1948年（昭和23年）7月：人口がピークを迎える（46,171人）[2]。
- 1949年（昭和24年）1月1日：町域の一部（西山の一部、文珠の一部）が上砂川町町域の一部として分立。
- 1951年（昭和26年）：歌志内町消防本部開設。
- 1953年（昭和28年）：住友石炭鉱業新歌志内炭鉱閉山。
- 1958年（昭和33年）7月1日：市制施行「歌志内市」[8]。
- 1959年（昭和34年）：2月21日、住友石炭鉱業歌志内炭鉱通洞坑第1斜坑の坑口から約2.6km地点でガス爆発事故。14人死亡。また、5月9日には南坑の坑口から約1.4km地点でメタンガスの噴出事故。5人が死亡[9]。
- 1963年（昭和38年）：北海道炭礦鉄道神威炭鉱閉山。
- 1971年（昭和46年）：住友石炭鉱業歌志内鉱業所閉山。
- 1973年（昭和48年）：かもい岳温泉開湯。
- 1975年（昭和46年）：国勢調査の結果で全国で最も人口の少ない市となる。
- 1988年（昭和63年）：住友石炭鉱業上歌志内鉱業所閉山、歌志内線廃止。
- 1995年（平成7年）：北海道炭礦汽船空知炭鉱閉山（空知炭田群炭山消滅）。
- 1998年（平成10年）4月17日：道の駅うたしないチロルの湯オープン。
- 2003年（平成15年）：中空知地域合併協議会設置。
- 2004年（平成16年）：中空知地域合併協議会解散。
- 2006年（平成18年）：砂川市（事務局）・歌志内市・奈井江町・上砂川町・浦臼町の2市3町地域づくり懇談会が発足。合併に向けての財政シミュレーションを作成、検討し、財政格差等解消を国・道へ要望する。
- 2007年（平成19年）
  - 3月：市内唯一の高校、北海道歌志内高等学校閉校。
  - 11月：人口が5,000人を割る。
- 2008年（平成20年） ：2市3町の合併に必要とする十分な財政支援が得られないため、2市3町地域づくり懇談会が解散。
- 2019年（平成31年/令和元年）
  - かもい岳国際スキー場を運営していたプラッサが経営破綻し2月末でかもい岳温泉ホテルと共に休止。
  - ソメスサドル株式会社が砂川市へ本社所在地を移転。
- 2021年（令和3年）3月：人口が3,000人を割る[10]。

## 行政

### 市長
- 市長：柴田一孔（2020年10月26日就任、2期目）

市役所が市域の東寄りに設置されている。2市3町地域づくり懇談会解散後、新たな連携、事務の共同化について検討中。

### 歴代首長
| 代 | 氏名         | 就任                   | 退任                   | 備考 |
| -- | ------------ | ---------------------- | ---------------------- | ---- |
| 1  | 加藤尚友三郎 | 1897年（明治30年）7月  | 1898年（明治31年）11月 |      |
| 2  | 三上良知     | 1898年（明治31年）11月 | 1899年（明治32年）7月  |      |
| 3  | 松谷栄太郎   | 1899年（明治32年）7月  | 1899年（明治32年）10月 |      |
| 4  | 茅野一治     | 1899年（明治32年）10月 | 1903年（明治36年）6月  |      |
| 5  | 立野峻太郎   | 1903年（明治36年）6月  | 1906年（明治39年）3月  |      |

| 代 | 氏名       | 就任                  | 退任                  | 備考         |
| -- | ---------- | --------------------- | --------------------- | ------------ |
| 1  | 立野峻太郎 | 1906年（明治39年）4月 | 1906年（明治39年）8月 | 戸長より留任 |
| 2  | 黒沢作弥   | 1906年（明治39年）8月 | 1909年（明治42年）4月 |              |
| 3  | 朝倉鴻一   | 1909年（明治42年）7月 | 1939年（昭和14年）6月 |              |
| 4  | 阿部秀雄   | 1939年（昭和14年）7月 | 1940年（昭和15年）6月 |              |

| 代 | 氏名     | 就任                   | 退任                   | 備考         |
| -- | -------- | ---------------------- | ---------------------- | ------------ |
| 1  | 阿部秀雄 | 1940年（昭和15年）7月  | 1946年（昭和21年）2月  | 村長より留任 |
| 2  | 本多繁吉 | 1946年（昭和21年）2月  | 1946年（昭和21年）11月 |              |
| 3  | 大西光雄 | 1947年（昭和22年）4月  | 1956年（昭和31年）10月 |              |
| 4  | 加藤正雄 | 1956年（昭和31年）11月 | 1958年（昭和33年）6月  |              |

| 代 | 氏名       | 就任                   | 退任                   | 備考         |
| -- | ---------- | ---------------------- | ---------------------- | ------------ |
| 1  | 加藤正雄   | 1958年（昭和33年）7月  | 1974年（昭和49年）10月 | 町長より留任 |
| 2  | 齊藤譲一   | 1974年（昭和49年）11月 | 1980年（昭和55年）9月  | 在任中逝去   |
| 3  | 森永大     | 1980年（昭和55年）10月 | 1988年（昭和63年）10月 |              |
| 4  | 堀内日出男 | 1988年（昭和63年）10月 | 1992年（平成4年）10月  |              |
| 5  | 河原敬     | 1992年（平成4年）10月  | 2004年（平成16年）10月 |              |
| 6  | 泉谷和美   | 2004年（平成16年）10月 | 2012年（平成24年）10月 |              |
| 7  | 村上隆興   | 2012年（平成24年）10月 | 2020年（令和2年）10月  |              |
| 8  | 柴田一孔   | 2020年（令和2年）10月  | （現職）               |              |

### 市議会
定数：8名
任期：2027年（令和9年）4月30日
- 議長：本田加津子（ほんだ かつこ）[12]
- 副議長：女鹿聡（めが さとし）[12]

### 財政

#### ヤミ起債問題
2006年（平成18年）6月、旧産炭地の夕張市、芦別市、三笠市、赤平市、歌志内市、上砂川町の6市町による「空知産炭地域総合発展基金」からの不適切な長期借り入れ（ヤミ起債）が発覚。この問題により借入額の一括償還を余儀なくされ、歌志内市は隣接する上砂川町と共に財政再建団体への転落が取り沙汰された。救済策として基金の一部（旧基金）が取り崩し可能となり、第三セクター（振興公社）へ健康の村施設を売却し、施設購入に対する補助金として旧基金を活用し償還財源を確保したため、ヤミ起債問題は解決した。

## 対外関係

### 姉妹都市･提携都市
現在、姉妹都市はない。かつて、福岡県山田市と姉妹都市提携を結んでいたが、2006年、山田市が合併して嘉麻市となったことにより消滅。

## 地域

### 人口
炭鉱都市として大正時代に2万人を突破した人口は、昭和23年（1948年）に最多の4万6千人を記録した。昭和40年代に入ると、閉山が相次ぎ、昭和56年（1981年）には日本の市として初めて人口1万人を割った。人口は全国の市の中で最少で、現在も減少傾向にある。市区町村別に比較した「北海道の空き家率」で2013年調査では25.9%（全国平均13.3%）で4位にランクされる。

| |                                          |  |
| 歌志内市と全国の年齢別人口分布（2005年） | 歌志内市の年齢・男女別人口分布（2005年） |  |
| ■紫色 ― 歌志内市 ■緑色 ― 日本全国 | ■青色 ― 男性 ■赤色 ― 女性                |  |
| 歌志内市（に相当する地域）の人口の推移 \| 1970年（昭和45年） \| 19,334人 \| \| \| 1975年（昭和50年） \| 11,778人 \| \| \| 1980年（昭和55年） \| 10,178人 \| \| \| 1985年（昭和60年） \| 9,612人 \| \| \| 1990年（平成2年） \| 8,279人 \| \| \| 1995年（平成7年） \| 6,867人 \| \| \| 2000年（平成12年） \| 5,941人 \| \| \| 2005年（平成17年） \| 5,221人 \| \| \| 2010年（平成22年） \| 4,390人 \| \| \| 2015年（平成27年） \| 3,585人 \| \| \| 2020年（令和2年） \| 2,989人 \| \| |                                          |  |
| 総務省統計局 国勢調査より |                                          |  |
| 1970年（昭和45年） | 19,334人                                 |  |
| 1975年（昭和50年） | 11,778人                                 |  |
| 1980年（昭和55年） | 10,178人                                 |  |
| 1985年（昭和60年） | 9,612人                                  |  |
| 1990年（平成2年） | 8,279人                                  |  |
| 1995年（平成7年） | 6,867人                                  |  |
| 2000年（平成12年） | 5,941人                                  |  |
| 2005年（平成17年） | 5,221人                                  |  |
| 2010年（平成22年） | 4,390人                                  |  |
| 2015年（平成27年） | 3,585人                                  |  |
| 2020年（令和2年） | 2,989人                                  |  |

#### 人口・世帯数
2022年3月時点の人口と世帯数。
増減率は、5年前の2017年3月時点と10年前の2012年3月時点との比較。
| 人口    | 人口    | 人口    | 人口          | 人口          | 世帯数    | 世帯数        | 世帯数        |
| 男性    | 女性    | 人口 計 | 増減（’17年） | 増減（’12年） | 世帯数    | 増減（’17年） | 増減（’12年） |
| ------- | ------- | ------- | ------------- | ------------- | --------- | ------------- | ------------- |
| 1,367人 | 1,498人 | 2,865人 | -17.88%       | -32.73%       | 1,744世帯 | -13.27%       | -23.67%       |

### 消滅集落
2015年国勢調査によれば、以下の集落は調査時点で人口0人の消滅集落となっている。
- 歌志内市 - 字新歌、字西山

## 公的機関

### 警察
北海道警察本部
- 北海道札幌方面赤歌警察署[19]（管轄：歌志内市・赤平市）
  - 歌志内交番（警部交番）
  - 文珠駐在所

### 消防
歌志内市消防本部（管轄：歌志内市）
- 歌志内消防署 - かつては2つの分遣所が存在した。

### 医療
- 歌志内市立病院
- 歌志内ホワイト歯科クリニック

### ライフライン
- 北海道電力ネットワーク：滝川ネットワークセンター（滝川市）[20]

## 公共施設
主要施設のみ掲載。
コミュニティセンター
- 歌志内市コミュニティセンター（歌志内市公民館・歌志内市立図書館・大ホールを併設）
  - 大ホール　客席：540席

運動施設
- 歌志内市民体育館

## 経済

### 産業
かつての主力産業は炭鉱であった。閉山後の振興策として、札幌圏・道央自動車道へアクセスを売りとした工業団地（文珠団地）を分譲中。

### 観光

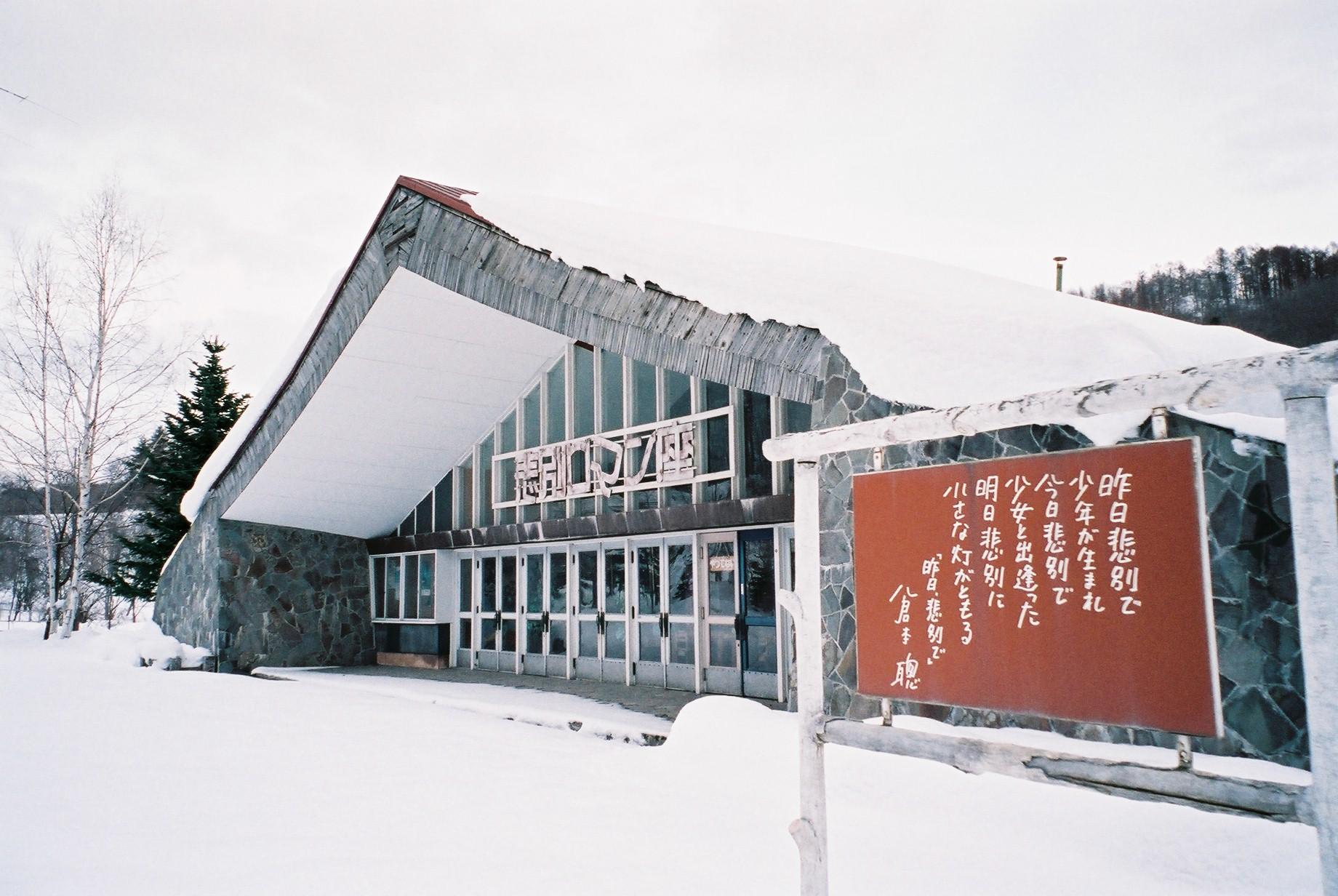
悲別ロマン座

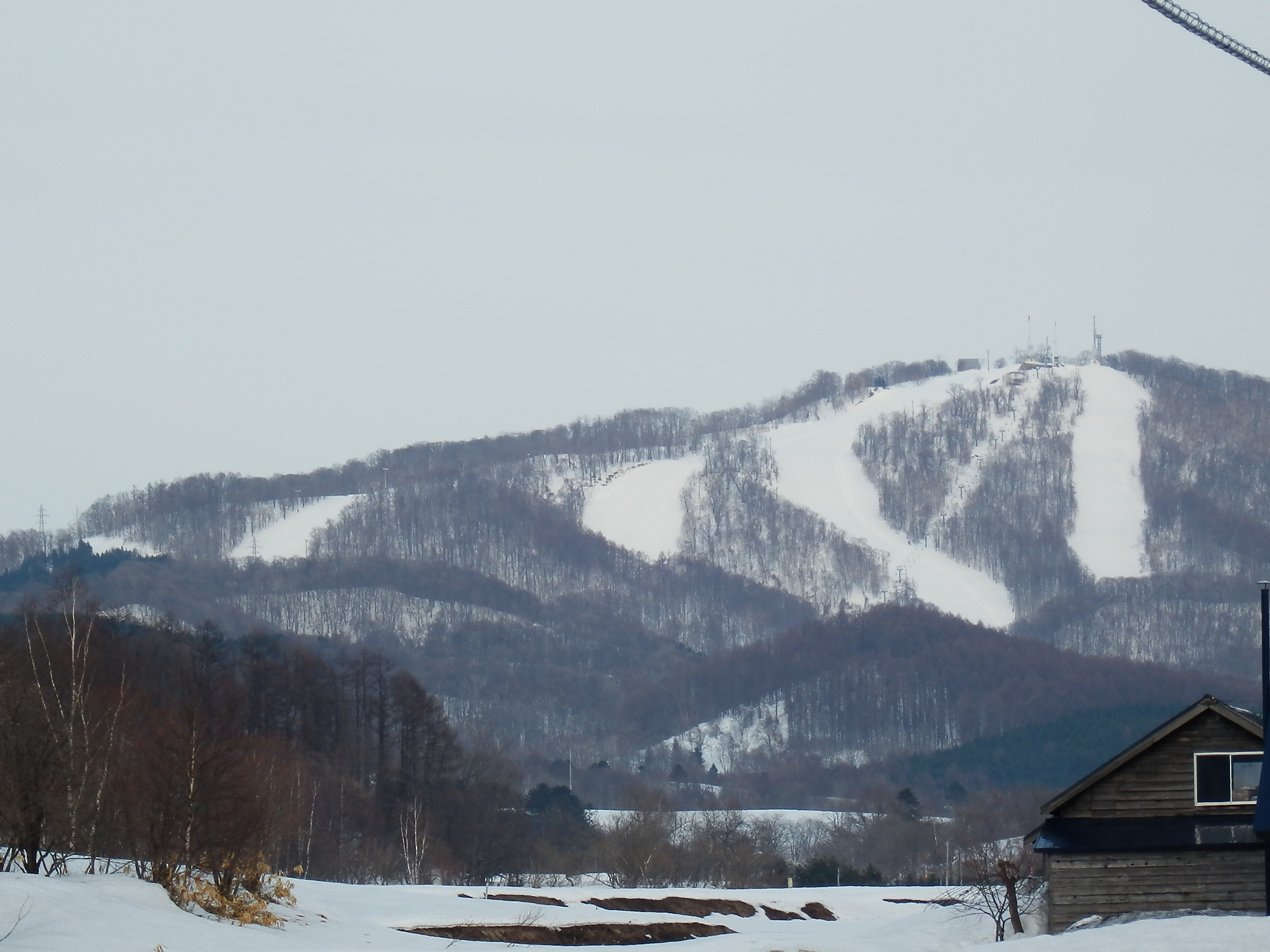
かもい岳国際スキー場

- かもい岳国際スキー場
- 宿泊施設・雲海の里かもい岳（旧 かもい岳温泉）
- 道の駅うたしないチロルの湯

### 歌志内市に拠点を置く主な企業
- 空知炭礦株式会社
- 歌志内興産株式会社
- 株式会社和泉組

### 金融機関
- 北門信用金庫歌志内支店

## 郵便・物流

### 郵便
郵便局
- 歌志内郵便局
- 文珠郵便局
- 神威郵便局

集配業務は赤平郵便局（ゆうゆう窓口は滝川郵便局の管轄）が担当。
※以下は廃局
- 神威駅前郵便局（1997年廃止）
- 上歌郵便局（2002年廃止）

### 物流
- ヤマト運輸：道北主管支店赤平センター（赤平市）
- 佐川急便：滝川営業所（滝川市）
- 日本通運：滝川支店（滝川市）

## 教育
市内に高等学校は存在しない。最寄りの高校は北海道砂川高等学校（砂川市）。

### 義務教育学校
- 歌志内市立歌志内学園（2021年4月、歌志内中学校と歌志内小学校を統合し義務教育学校として開校）

### 閉校となった学校
高等学校
- 北海道歌志内新歌高等学校（1953年8月）
- 北海道歌志内高等学校（2007年）

中学校
- 歌志内市立新歌志内中学校（1953年・神威中へ統合）
- 歌志内市立神威中学校（1982年・歌志内中へ統合）
- 歌志内市立歌志内中学校（2021年・歌志内学園へ移行）

小学校
- 歌志内市立新歌小学校（1963年）
- 歌志内市立文珠小学校（1979年・西小を新設統合）
- 歌志内市立神威小学校（同上）
- 歌志内市立上歌小学校（1981年・歌志内小〈旧〉を新設統合）
- 歌志内市立中央小学校（1984年・同上）
- 歌志内市立歌志内小学校〈旧〉（2010年・歌志内小〈新〉へ）
- 歌志内市立西小学校（同上）
- 歌志内市立歌志内小学校〈新〉（2021年・歌志内学園へ移行）

### 幼児教育

#### こども園
- 歌志内市立歌志内認定こども園「あおぞら」

## 交通

### 遠隔地との連絡
- 空港は新千歳空港（千歳市）、丘珠空港（札幌市）、旭川空港（東神楽町）などが近い。
- 最寄り鉄道駅は砂川駅（砂川市）である。かつては砂川駅と歌志内駅を結ぶ歌志内線が通っていたが、1988年に廃止された。その後北海道中央バス焼山線が代行バスとして運行していたが、2019年3月末をもって廃止した。なお歌志内市内への路線バスは滝川駅か赤平駅から利用可能である。

### 路線バス
- 北海道中央バス（滝川営業所）
  - 滝川市 - 砂川市 - 上砂川町 - 歌志内市 - 赤平市

### タクシー
- 芦別圏エリアの管轄

タクシー会社
- 西出ハイヤー（歌志内営業所）

### 道路
高速道路は市内に通っていないが隣の砂川市内にある道央自動車道砂川SAスマートICが最寄りICとして利用可能である。なおETC車載器未搭載などで砂川SAスマートICを利用できない車は奈井江砂川ICもしくは滝川ICが最寄りとなる。

#### 道道
主要道道
- 北海道道114号赤平奈井江線
- 北海道道115号芦別砂川線

一般道道
- 北海道道627号文珠砂川線
- 北海道道691号赤平歌志内線
- 北海道道1027号砂川歌志内線

### 道の駅
- 道の駅うたしないチロルの湯

## 観光

### 観光スポット
- かもい岳国際スキー場（2019年営業停止、2020年営業再開）
- 道の駅うたしないチロルの湯
- 歌志内公園
- 悲別ロマン座
- 郷土館ゆめつむぎ
- こもれびの杜記念館（旧・空知炭鉱倶楽部）
- 神威岳自然公園
- かもい岳温泉ホテル（2019年営業停止、2020年営業再開）

## 文化・名物

### スポーツ
スポーツチーム
- かもい岳レーシングチーム - 株式会社プラッサが所有するアルペンスキーチーム。国内トップレベルの選手を輩出していた。

市はワイン製造を新産業にしようと、2016年頃から石炭の採掘跡に設けたブドウ畑で、ブドウの試験栽培に取り組むなどしていて、2025年に従来の基準より少ない製造量でワイナリーを開業できる国の特区に認定された。これにより、法律で年間最低6000リットルと定められている製造量が2000リットルに下がり、小規模業者でも参入しやすくなった。試験栽培を行っていたブドウ畑を2021年頃に地元の民間事業者に譲渡しており、その事業者では2025年秋頃からワイン醸造を開始予定だという。これにより、「市内でブドウの栽培からワインの製造と販売まで一貫して行うことで、雇用創出など地域活性化に繋げたい」としている。

## 出身・関連著名人

### 出身著名人
- 泉谷和美（元歌志内市長）
- 佐分利信（俳優）
- 笹崎僙（プロボクサー）
- 高橋揆一郎（芥川賞作家）
- 正司歌江（かしまし娘）
- 秋庭豊とアローナイツ（ムードコーラス）
- 若狭繁行（スキージャンプ選手）
- 石井智也（アルペンスキー選手）
- 佐々木富雄（アルペンスキー選手） グルノーブルオリンピック出場
- nonoc（歌手）
- 工藤万砂美（政治家、参議院議員）
- 東京祐（写真家）

### ゆかりの人物
- 国木田独歩（作家）
- 葛西善蔵（作家）
- 三浦綾子（作家）
- 早坂文雄（作曲家）

### マスコット
- ヒツジの「ホルンくん」というシンボルキャラクターが公募で誕生している。

## 歌志内市を舞台とした作品

### 文学
- 『空知川の岸辺』（国木田独歩）
- 『雪おんな』（葛西善蔵）
- 『友子』（高橋揆一郎）

### 映画
- 『海へ 〜See you〜』 高倉健演じる主人公本間英次が歌志内出身という設定。わずかな回想シーンだが歌志内が出てくる。